# Thomas McEvilley
Thomas McEvilley (Cincinnati, 13 de julio de 1939 - Nueva York, 2 de marzo de 2013) fue un escritor, profesor y crítico estadounidense de arte. Fue «distinguisted lecturer» en Historia del Arte en la Universidad Rice y fundador y director del Departamento de Art Criticism and Writing en la School of Visual Arts de Nueva York.

## Biografía
Thomas McEvilley estudió griego, latín, sánscrito y filosofía clásica en los programas de clásicos de la Universidad de Cincinnati donde obtuvo el título de Bachelor of Arts, y luego en la Universidad de Washington, donde obtuvo un Master of Arts. Regresó después a Cincinnati, donde se doctoró en Filología clásica.
Escribió el significativo ensayo On the Manner of Addressing Clouds (1984). Desde una perspectiva de rechazo ante los valores de una estética formalista, desarrolla una serie de puntos sobre el contenido que emana de la obra de arte, dejando de lado la forma. 

## Obras
- Party Going (1964)
- 44 Four Line Poems (1982)
- Art and Discontent: Theory at the Millennium (1991)
- Art and Otherness: Crisis in Cultural Identity, 1992.
- The Exile’s Return: Toward a Redefinition of Painting for the Post-Modern Era, 1993.
- "Heads it's Form, Tails it's not Content", en Artforum (1984).
- Sculpture in the Age of Doubt, 1999.
- The Shape of Ancient Thought: Comparative Studies in Greek and Indian Philosophies, 2001.
- The Triumph of Anti-Art: Conceptual and Performance Art in the Formation of Post-Modernism (2005)
- Sappho, 2008.
- 17 Ancient Poems (2013)